# Panj Piare

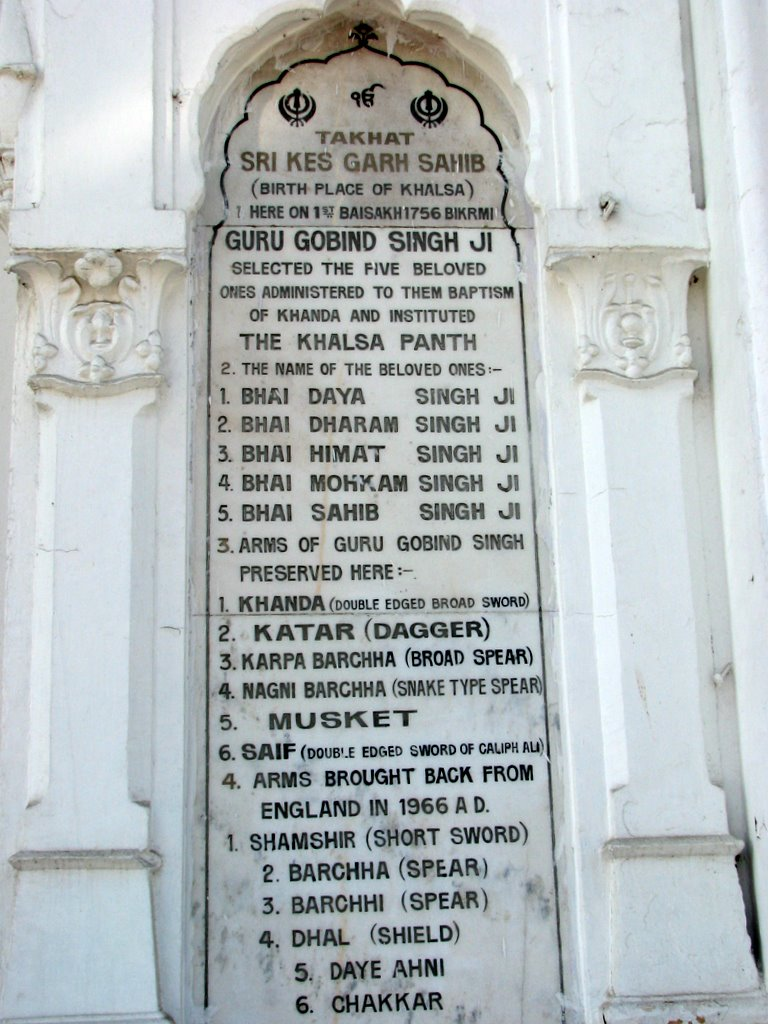
Les noms des Panj Piare gravé dans le marbre sur le Takht Keshgarh Sahib.

Panj Piare ou Panj Pyare qui signifie les cinq bien-aimés, est une expression utilisée dans le sikhisme afin de désigner les cinq premiers sikhs à avoir reçu de la main de Guru Gobind Singh, l'Amrit Sanskar, le baptême sikh et qui ont ainsi été les cinq premiers membres de l'ordre du Khalsa. Cet événement historique dans le sikhisme s'est déroulé le 30 mars 1699 à Anandpur Sahib, au Punjab actuel, en Inde. Les noms de ces cinq croyants sont: Bhai Daya Singh, Bhai Dharam Singh, Bhai Himmat Singh, Bhai Muhkam Singh et Bhai Sahib Singh. Guru Gobind Singh avait demandé à la foule présente ce 30 mars qui voudrait bien lui donner sa tête; ils n'avaient été que cinq courageux à être si fidèles. Les têtes demandées étaient pour les baptiser et les envahir de la foi sikhe. Leurs noms sont à jamais graver dans l'histoire du sikhisme pour entre autres leur abnégation. Pour ne pas voir eu peur de donner leur vie à la foi, ils sont devenus pour tout sikh éternels. Le nom de Singh, (lion), leur a été attribué en hommage. Sur le lieu de l'établissement de la fraternité du Khalsa, un des temples principales du sikhisme a été construit: le Takht Keshgarh Sahib, un des cinq Takht.
Aujourd'hui l'expression Panj Piare désigne également les cinq personnes qui, pour une communauté local, dans un temple, le gurdwara vont diriger la cérémonie d'initiation; et, qui portent les drapeaux sikhs lors des célébrations en extérieur.